# Европейская платформа против бедности и социальной эксклюзии
Европейская платформа против бедности и социальной эксклюзии (European platform against poverty and social exclusion) – это одна из 7 флагманских инициатив, разработанных Европейским Союзом для достижения целей Стратегии «Европа 2020» .
После кризиса 2008-2009 гг. проблемы бедности и социальной эксклюзии в странах ЕС обострились. В связи с этим Европейская комиссия поставила борьбу с бедностью в основу повестки дня по экономическим, социальным вопросам  и вопросам занятости в Стратегии «Европа-2020». Главы государств и правительств достигли соглашения в установлении общей цели, согласно которой как минимум 20 млн человек в Евросоюзе должны быть выведены из-за черты бедности к 2020 г.
Флагманская инициатива «Европейская платформа против бедности и социальной эксклюзии» (далее Платформа) призвана обеспечить экономическую, социальную и территориальную сплоченность стран ЕС. Она была принята по итогам 2010 г., провозглашенного Европейским годом борьбы с бедностью и социальной эксклюзией , для того, чтобы повысить информированность и признать основные права людей, относящихся к категории бедных и социально исключенных, предоставить возможность им жить достойно и принимать активное участие в жизни общества. Кроме того, Платформа разработана для создания партнерства между различными группами общества, включая национальные правительства, европейские институты, органы региональной власти и местного самоуправления, общественные (неправительственные) организации и людей, относящихся к категории бедных.
16.12.2010 г. было принято Коммюнике «Европейская платформа борьбы с бедностью и социальной эксклюзией: европейские рамки социальной и территориальной сплоченности» , содержащее развернутую характеристику инициативы. Согласно Коммюнике Платформа направлена на организацию совместной деятельности государств-членов, институтов ЕС и основных заинтересованных сторон в борьбе с бедностью и социальной эксклюзией в целях повышения эффективности и доверия за счет поиска новых совместных способов решения проблемы бедности и проведения профилактической политики.

### Социальные проблемы ЕС, на решение которых нацелена «Европейская платформа против бедности и социальной эксклюзии»
Множественные аспекты бедности и отчуждения. Платформа направлена на группы населения, подверженной риску бедности и социальной изоляции, определенной не только по показателям доходов. Основная цель по сокращению бедности и социальной изоляции была определена Европейским советом на основе трех показателей: уровня риска бедности (после социальных выплат), индекса материальных лишений и доли населения, проживающего в домохозяйствах с очень низкой интенсивностью труда. Эти показатели позволили охватить множество факторов, лежащих в основе бедности и / или социальной эксклюзии, и разнообразные проблемы, с которыми сталкиваются государства-члены ЕС, и установленные ими приоритеты.
Проблемы бедности на протяжении всего жизненного цикла. Определенные группы населения являются особенно подверженными риску бедности. Это, в частности, касается детей, молодежи, родителей-одиночек, домохозяйств с иждивенцами, мигрантов, определенных этнических меньшинств, людей с ограниченными возможностями. Кроме того, отчетливо виден гендерный разрыв, и женщины, как правило, подвергаются большему риску, чем мужчины. Указанные группы требуют постоянного пристального внимания и помощи на протяжении всего жизненного цикла.
Серьезное исключение, новые уязвимости и специфические недостатки. Крайние формы бедности и лишений связаны с бездомностью и жилищной изоляцией, топливной бедностью (отсутствием возможности пользоваться горячей водой, светом, отоплением), финансовой изоляция (отсутствие доступа к основным банковским услугам, высокая задолженность), отсутствием доступа к социальной защите у мигрантов и этнических меньшинств, ограниченными возможностями и тяжелыми хроническими заболеваниями. Они могут быть препятствием для поиска работы и  вести к постоянной маргинализации и бедности.

### Приоритетные области действий в рамках флагманской инициативы «Европейская платформа против бедности и социальной эксклюзии»
Платформа  в качестве основы борьбы с бедностью и социальной исключенностью в ЕС выдвигает рост, занятость и современную эффективную социальную защиту.  Инновационная социальная защита сочетается с широким набором инструментов социальной политики, включая целевое обучение, социальную помощь (защиту), обеспечение жильем, здравоохранение, семейную политику – все области, в которые до 2010 г.  европейская система социального обеспечения вмешивалась по остаточному принципу.  
Приоритетные области действий:

#### Действия по всему спектру политики, и в особенности на рынке труда, по поддержке минимальных доходов, в сферах здравоохранения, образования и обеспечения жильем
Бедность в ее многочисленных проявлениях включает в себя отсутствие доходов и достаточных материальных ресурсов для достойной жизни; недостаточный доступ к базовым услугам, таким как здравоохранение, жилье и образование; исключенность из рынка труда и необходимость выполнять работу низкого качества. Для решения этого комплекса проблем требуются подходы, охватывающие все области политики. Поэтому в Стратегии «Европа 2020» борьба с бедностью выдвигается в качестве ключевой задачи  на всех этапах разработки социально-экономической политики. Ее решение требует лучшей координации между макро - и микроэкономической политикой и подчеркивает ключевую роль ряда областей политики, выходящих за рамки традиционной политики социальной интеграции и социальной защиты. В связи с этим Платформа разрабатывалась в комплексе с другими Флагманскими инициативами Стратегии «Европа 2020», эффективная синергия с которыми представляется жизненно важной для сокращения бедности и социальной эксклюзии.
В рамках Платформы предусмотрены действия по ряду направлений.
Расширение занятости. В соответствии с Планом по развитию новых способностей и увеличению количества рабочих мест в ЕС были поставлены задачи по вовлечению  большего числа людей в трудовую деятельность с фокусировкой на более функциональные и менее сегментированные рынки труда, более квалифицированную рабочую силу, лучшее качество работы и условий труда, по содействию создания рабочих мест и стимулированию спроса на рабочую силу. Все они способствуют сокращению бедности. Особое значение имеют: достижение баланса гарантий занятости и гибкости рынка труда,  поиск новых методов преодоления сегментации рынка труда с обеспечением современных и инклюзивных льгот и систем социального обеспечения; обретение людьми необходимых навыков, включая цифровые компетенции; стимулирование найма путем выборочного сокращения затрат, не относящихся к оплате труда. План по развитию новых способностей и увеличению количества рабочих мест в ЕС основан на «социальной точке зрения» на вопрос роста занятости, подчеркивая важность как количественных, так и качественных аспектов занятости. В нем обозначена необходимость формирования у бедных людей навыков, которые помогут им в полной мере использовать преимущества от  изменений на рынке труда, например, в ответ на вызовы «зеленой» экономики.
Социальная защита и доступ к жизненно важным услугам. Кризис 2008-2009 гг. поставил перед системой социальной защиты беспрецедентный вызов растущего уровня эксклюзии на фоне уменьшающихся ресурсов государства. Несмотря на успех социальной защиты в обеспечении наиболее насущных потребностей, у значительной части населения с низкими доходами был затруднен доступ к социальной защите. Платформа предлагает для борьбы с бедностью и социальной эксклюзией повысить эффективность за счет консолидации услуг и улучшения их предоставления, мобилизации большего числа вовлеченных лиц и инструментов. Политика должна быть направлена на решение двух ключевых вызовов: превентивные меры – наиболее эффективный и устойчивый способ борьбы с бедностью и социальной исключенностью, и раннее вмешательство для избежания «ловушек» бедности.
Образование и молодежная политика. Образование и обучение имеют прямое влияние на то, кем человек может быть и что он может делать. Системы образования и профессиональной подготовки являются инструментом поддержки увеличивающейся социальной мобильности и способствуют улучшению неблагоприятного положения человека и сокращению неравенства. В связи с этим в рамках Платформы заявлена борьба с ранним уходом из школы, продвижение более эффективных мер вмешательства на всех уровнях образования, направленных против воспроизводства неблагоприятного положения семьи в будущих поколениях; общие принципы и эффективные инструменты мониторинга и предотвращения бедности в раннем возрасте.
Миграция и интеграция мигрантов. Управление миграцией и интеграцией мигрантов является общей задачей  для единой европейской и национальных политик. Процесс интеграции мигрантов в общество очень сложен и требует усилий в разных сферах. Он сопряжен с доступом на рынок труда, к общественным благам (особенно услугам здравоохранения и образования) и жилью, выстраиванием социальных и культурных отношений с обществом, участием в политических процессах. Существует множество свидетельств перехода из поколения в поколение неблагоприятного положения мигрантов. Второе и третье поколения мигрантов испытывают дискриминацию в доступе к труду, благам и услугам. Успех в решении интеграции мигрантов имеет решающее значение для европейской социальной сплоченности и тесно связан с будущим европейских систем социального обеспечения. В связи с этим в рамках Платформы была запланирована реализация новой европейской повестки дня по интеграции, чтобы лучше поддержать усилия государств-членов по продвижению граждан третьих стран с различным культурным, религиозным, языковым и этническим происхождением к активному участию в европейской экономике и обществе.
Социальная инклюзия и борьба с дискриминацией. Политика социальной инклюзии должна быть согласована с эффективной политикой по борьбе с дискриминацией. Для многих групп и отдельных лиц причиной бедности является ограничение возможностей и прав, которые доступны другим социальным группам. Борьба с дискриминацией и защита прав человека приобретают все большее значение для ЕС в законодательном порядке. Полное применение антидискриминационного законодательства ЕС на национальных уровнях должно подкрепляться соответствующей политикой и конкретными действиями. Более тесная интеграция социальной и антидискриминационной политик имеет решающее значение для решения проблем, влияющих на широкие слои европейского населения. В связи с этим Платформа предлагает механизм борьбы с дискриминацией, особенно в отношении меньшинств, инвалидов и бездомных, а также повышение финансовой независимости и гендерного равенства.
Отраслевая политика. Европейская политика и финансовые инструменты должны учитывать важную роль сетевых сервисов, таких как транспорт, энергетика, IT и прочие в снижении местных и региональных диспропорций и обеспечении социальной инклюзии. Доступ к этим услугам и обеспечение их доступности стали первостепенной необходимостью в развитых обществах. Это подчеркивает важность учета социальных целей в ряде отраслевых политик, а также в политике внутреннего рынка и потребительской политике. Платформа предполагает расширение доступа для уязвимых групп населения к информационным и коммуникационным технологиям, сетевым сервисам, финансовым услугам и услугам отраслей энергетики (освещение и отопление).
Внешняя политика. Усилия по борьбе с бедностью являются ключевой частью внешнего измерения политики ЕС и, в частности, социальной политики и политики в области занятости. С момента принятия Целей в области развития, сформулированных в Декларации тысячелетия  (ООН), ЕС совместно с международными организациями оказывает поддержку развивающимся странам в их усилиях по сокращению бедности. В частности, в области доступа к начальному образованию, воде или здравоохранению, поощрения адекватно оплачиваемого и социально защищенного труда, осуществляемого в условиях соблюдения прав работников и профсоюзных свобод, а также посредством торговой политики, укрепления демократии и надлежащего управления. Содействие адекватно оплачиваемому и социально защищенному труду, осуществляемому в условиях соблюдения прав работников и профсоюзных свобод, играет важнейшую роль в сокращении бедности и расширении социальной инклюзии. Реализация Платформы предполагает дальнейшее развитие политического диалога ЕС со стратегическими партнерами, в том числе на международных форумах, в частности с МОТ, G20, G8 и ООН.

#### Улучшение использования финансовых средств европейских фондов для поддержки социальной инклюзии, включая структурные фонды
К Европейским структурным и инвестиционным фондам (ESIF) относятся пять фондов, которые работают совместно для поддержки экономической, социальной и территориальной сплоченности и достижения целей Стратегии «Европа 2020» по обеспечению разумного, устойчивого и инклюзивного роста:
– Европейский фонд регионального развития (European Regional Development Fund, ERDF);
– Европейский социальный фонд (European Social Fund, ESF);
– Фонд сплочения (Cohesion Fund, CF);
– Европейский сельскохозяйственный фонд развития сельских территорий (European Agricultural Fund for Rural Development, EAFRD);
– Европейский фонд рыболовства и морских дел (European Maritime and Fisheries Fund, EMFF).
Финансирование из этих фондов с 2014 г. дополнено средствами из Европейского фонда стратегических инвестиций (European Fund for Strategic Investments) , а также Фонда европейской помощи наиболее обездоленным (Fund for European Aid to the Most Deprived, FEAD).

#### Содействие социальным инновациям, их тестирование и оценка перед широким внедрением, разработка научно-обоснованного подхода к социальным инновациям и реформам
Социальные инновации означают развитие новых идей, услуг и моделей для лучшего разрешения социальных проблем. Социальные инновации, основанные на эмпирическом опыте, предполагают проведение «социальных экспериментов». Они могут стать действенным инструментом для руководства структурными реформами, которые необходимы для реализации Стратегии «Европа 2020» по обеспечению разумного, устойчивого и инклюзивного роста. В рамках Платформы запланирована реализация инициатив: Европейская сеть передового опыта в области исследований для содействия наращиванию потенциала для разработки и оценки программ социальных инноваций; Европейский исследовательский проект в области социальных инноваций, направленный на разработку эффективных методов и конкретных измерений воздействия; определение общих принципов разработки, реализации и оценки небольших проектов, предназначенных для проверки инструментов политики перед их более широким внедрением (социальные эксперименты); коммуникация и повышение осведомленности о текущих социальных инновациях.
Также необходимы действия в области регулирования окружающей среды, побуждающие к социальным инновациям и социальной экономике.
Национальные правительства могут развивать социальное предпринимательство, возлагая на него предоставление социальных услуг. Это также способствует развитию института корпоративной социальной ответственности.
Роль Европейской Комиссии – служить гидом по тому как использовать инновации в социальной политике при реализации рекомендаций в конкретных странах; а также как использовать для этих целей европейские структурные и инвестиционные фонды .

#### Работа в партнерстве с неправительственными организациями и заинтересованными группами для поддержки более эффективных реформ социальной политики. Использование потенциала социальной экономики
Европа-2020 представляет собой новое партнерство европейских институтов, членов ЕС, всех европейцев, национальных, региональных и местных заинтересованных лиц. Поддержка усилий национальных, региональных и местных органов власти осуществляется со стороны действий центрального аппарата ЕС. Социальное партнерство играет особую роль в обеспечении доступа к рынку труда. Неправительственные организации – неотъемлемые акторы в борьбе против бедности и социальной ексклюзией, ведущие регулярный диалог с органами государственной власти.
Европейская комиссия работает с широким кругом партнеров . Чтобы идти в ногу со временем, ЕС стремится улучшить свою правовую и административную базу. Это необходимо, чтобы социальная экономика могла реализовать свой потенциал и эффективно функционировать во всей Европе.
Важное значение для роста социальной экономики имеет волонтерство.
Растет роль фондов в финансировании социальной экономики. Фонды способствуют расширению прав и возможностей людей, относящихся к категории бедных и социально изолированных. Они также повышают информированность, способствуют исследованиям, анализу политики и дискуссиям или выступают за изменение и внедрение новой политики. Такие виды активности могут оказать существенное влияние на бедность и социальную эксклюзию, охватывая целый ряд областей, таких как образование, занятость, культура, участие в жизни общества и нацеливаясь на различные группы населения.
Европейская Комиссия поддерживает развитие социальной экономики как инструмента активной включенности. Продвигаются меры по совершенствованию правовых институтов, касающихся фондов, взаимных обществ (обществ взаимопомощи, совместных обществ) и кооперативов. В рамках Платформы предложена «Инициатива социального бизнеса». Обеспечивается доступ к соответствующим финансовым программам ЕС.

#### Совершенствование координации политики стран-членов ЕС посредством использования открытого метода координации для социальной защиты и социальной инклюзии в рамках деятельности Комитета по социальной защите
Открытый метод координации – это добровольный процесс политического сотрудничества, основанный на согласовании общих целей и измерении прогресса в достижении этих целей с использованием общих показателей. Этот процесс также предполагает тесное сотрудничество с заинтересованными сторонами, включая социальных партнеров и гражданское общество. Открытый метод координации используется странами-членами ЕС для поддержки определения, внедрения и оценивания их социальных политик и для развития взаимной координации. Данный метод дополняет законодательные и финансовые инструменты социальной политики, т. к. он является инструментом регулирования, основанным на общих целях и показателях.
Открытый метод координации основан в 2005 г. и применяется к: искоренению бедности и социальной эксклюзии; гарантированию адекватности и устойчивости пенсионных систем; обеспечению доступной, высококачественной и устойчивой медицинской помощи и ухода за пожилыми людьми .
Координация социальной политики стран ЕС достигается в рамках работы Комитета по социальной защите (Social Protection Committee, SPC), который является консультативным комитетом при министерствах занятости и социальных вопросов (EPSCO) . Все члены ЕС установили национальные цели и политики с ориентацией на рост сквозь призму Стратегии "Европа-2020". Комиссия мониторит эти реформы ежегодно в рамках Европейского семестра, а затем вырабатываются рекомендации на последующие 12-18 месяцев .
На уровне ЕС Комитет по социальной защите решает задачи:
– трансформировать открытый метод координации на социальную исключенность и социальную защиту в платформу для кооперации, экспертных оценок и обмена опытом, а также в инструмент укрепления обязательств государственных и частных субъектов по сокращению социальной эксклюзии и принятию конкретных мер, в том числе путем адресной поддержки со стороны структурных фондов, в частности Европейского социального фонда;
– создать и внедрить программы содействия социальным инновациям для наиболее уязвимых групп населения, в частности, посредством обеспечения инноваций в области образования, профессиональной подготовки и возможностей трудоустройства для депривированных членов общества, борьбы с дискриминацией (например, инвалидов) и разработки новой программы интеграции мигрантов, чтобы эти члены общества могли полностью реализовать свой потенциал;
– оценить адекватность и устойчивость систем социальной защиты и пенсионного обеспечения и определить пути обеспечения более лучшего доступа к системам здравоохранения.
На национальном уровне страны-члены решают задачи:
– способствовать коллективной и индивидуальной ответственности в борьбе с бедностью и социальной эксклюзией;
– определить и осуществить меры, учитывающие особые обстоятельства групп особого риска (таких как семьи с одним родителем, пожилые женщины, меньшинства, цыгане, инвалиды и бездомные);
– полностью использовать способности социальной и пенсионной систем для обеспечения адекватной поддержки доходов и доступа к услугам здравоохранения .

### Итоги реализации флагманской инициативы "Европейская платформа против бедности и социальной эксклюзии"
Развитие риска бедности и социальной эксклюзии в ЕС за последнее десятилетие ознаменовалось двумя поворотными моментами: в 2009 г., когда число людей, подвергающихся риску, начало расти из-за отложенных социальных последствий экономического кризиса, и в 2012 г. , когда эта восходящая тенденция изменилась. В 2015 г. по этому показателю Евросоюз вернулся на докризисные позиции 2008 г. – 119 млн, или 23,7% населения пребывали в зоне риска бедности и социальной исключенности. 
В 2018 г. 109,9 миллиона человек подвергались риску бедности или социальной эксклюзии в ЕС-28, что на 6,2 миллиона человек ниже уровня 2008 г. Тем не менее, 21,8% населения ЕС оставалось в группе риска в 2018 г. - на 13,8 миллиона человек больше, чем предусматривалось целевым показателем "Европа 2020". Денежная бедность была наиболее распространенной формой бедности в 2018 г.: 86,0 миллиона человек (17,1% населения ЕС) жили в группе риска бедности после социальных выплат. Вторым наиболее распространенным аспектом бедности была очень низкая интенсивность труда, от которой страдают 32,4 миллиона человек или 8,8% населения ЕС (в возрасте от 0 до 59 лет). Третья форма бедности или социальной эксклюзии - тяжелые материальные лишения - затронула 29,7 миллиона человек в 2017 г. или 5,9% населения ЕС. Люди могут одновременно быть затронуты двумя или более формами бедности, но, тем не менее, учитываются только один раз для основного показателя.
Беднейшие слои населения несут основное бремя экономических и социальных последствий пандемии коронавируса COVID-19. Особому риску подвергаются те, кто жил в нищете еще до начала эпидемии, им необходима поддержка для удовлетворения самых насущных потребностей. Несмотря на достигнутый в последнее время прогресс в сокращении масштабов нищеты, в 2019 г. доля населения, испытывающего серьезные материальные лишения, достигла в ЕС-27 5,6%. Этот показатель существенно варьируется между странами-членами: самые высокие показатели – в Болгарии (19,9%), Греции (15,9%) и Румынии (12,6%), самые низкие – в Чехии, Германии, Дании, Словении, Нидерландах и Финляндии (от 2,4% до 2,7%) .
Таким образом, необходимы значительные дополнительные усилия для закрепления положительной тенденции 2015-2019 гг. и сокращения разрыва между целевым и достигнутым уровнем целевого показателя Стратегии "Европа 2020" по бедности и социальной изоляции в условиях пандемии коронавируса COVID-19.

### Перспективы европейской политики против бедности и социальной эксклюзии
В 2017 г. на римском саммите ЕС главы 27 европейских государств подписали Римскую декларацию по будущему сообщества без Великобритании. Лидеры 27 стран ЕС обязались следовать четырем направлениям:  безопасная Европа;  процветающая и устойчивая Европа; социальная Европа и  более сильная на мировой сцене Европа. Европейская политика против бедности и социальной эксклюзии получила продолжение в рамках направления социальная Европа: Союз, который основывается на устойчивом росте, поддерживает экономический и социальный прогресс наряду со сплоченностью и конвергенцией при поддержании целостности внутреннего рынка; Союз принимает во внимание диверсификацию национальных систем и ключевую роль социальных партнеров; Союз способствует равенству женщин и мужчин, а также правам и равным возможностям для всех; Союз борется с безработицей, дискриминацией, социальной эксклюзией и бедностью; Союз поддерживает получение молодежью лучшего образования и обучения и возможность обучаться и найти работу на всем континенте; Союз способствует сохранению нашего культурного наследства и культурного разнообразия .
На перспективу 2019-2024 гг. были приняты шесть приоритетов развития ЕС.
1. Европейская «Зеленая сделка».
2. Европа, пригодная для цифрового века.
3. Экономика для людей.
4. Сильная Европа в мире.
5. Продвижение европейского образа жизни.
6. Новый толчок к европейской демократии .
Приоритет «Экономика для людей» предполагает работу во имя социальной справедливости и процветания. Частные лица и бизнес в ЕС могут успешно развиваться только в случае, если экономика работает на них. Уникальная социальная рыночная экономика ЕС позволяет экономике расти и сокращать бедность и неравенство. Экономика, вместе с Европой на стабильной основе, может полностью отвечать потребностям граждан ЕС. Малый и средний бизнес является главной опорой экономики ЕС. Планируется его укреплять, а также завершить создание союза рынков капитала и углубить Экономический и валютный союз .